# Fight for Life
Fight for Life – komputerowa gra typu bijatyka "jeden na jednego" wydana przez Atari dla konsoli Atari Jaguar w 1996 roku. Był to ostatni tytuł wydany przez Atari dla Jaguara.
W roku 1994 Atari zatrudniła programistę Segi (Francois Bertrand) do pracy nad bijatyką 3D dla Jaguara Poprzednio pracował on przy Virtua Fighter.
Gra została ukończona w grudniu 1995 roku, około 19 miesięcy od rozpoczęcia pracy. Fight for Life jest jedyną jak dotąd grą tego typu dla Jaguara.